# Гончарівська селищна територіальна громада
Гончарівська селищна територіальна громада — територіальна громада в Україні, в Чернігівському районі Чернігівської області. Адміністративний центр — селище Гончарівське.
Площа громади — 175,07 км², населення — 4786 мешканців (2018).
Утворена 1 серпня 2016 року шляхом об'єднання Гончарівської селищної ради та Жеведської, Смолинської сільських рад Чернігівського району. 28 листопада 2018 року добровільно приєдналася Слабинська сільська рада.
Відповідно до розпорядження Кабінету Міністрів України № 730-р від 12 червня 2020 року «Про визначення адміністративних центрів та затвердження територій територіальних громад Чернігівської області», до складу громади була включена територія Максимівської сільської ради
Козелецького району .

## Населені пункти
До складу громади входять 1 селище (Гончарівське) і 16 сіл: Боровики, Будище, Василева Гута, Ворохівка, Жеведь, Козероги, Лебедівка, Ліски, Лісне, Мажугівка, Максим, Слабин, Смолин, Соколівка, Хатилова Гута, Якубівка.